# رسم صوتي

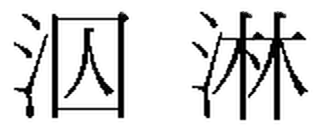

الهجاء الصوتي (الفونُ‍غرام) هو الوحدة الكتابية الدالة على وحدة صوتية.